# Alena Saili
Risi Pouri-Lane, född 13 december 1998, är en nyzeeländsk rugbyspelare. Hon ingick i det nyzeeländska lag som tog guld i sjumannarugby vid OS 2020 i Tokyo och vid OS 2024 i Paris.